# Rügenbron

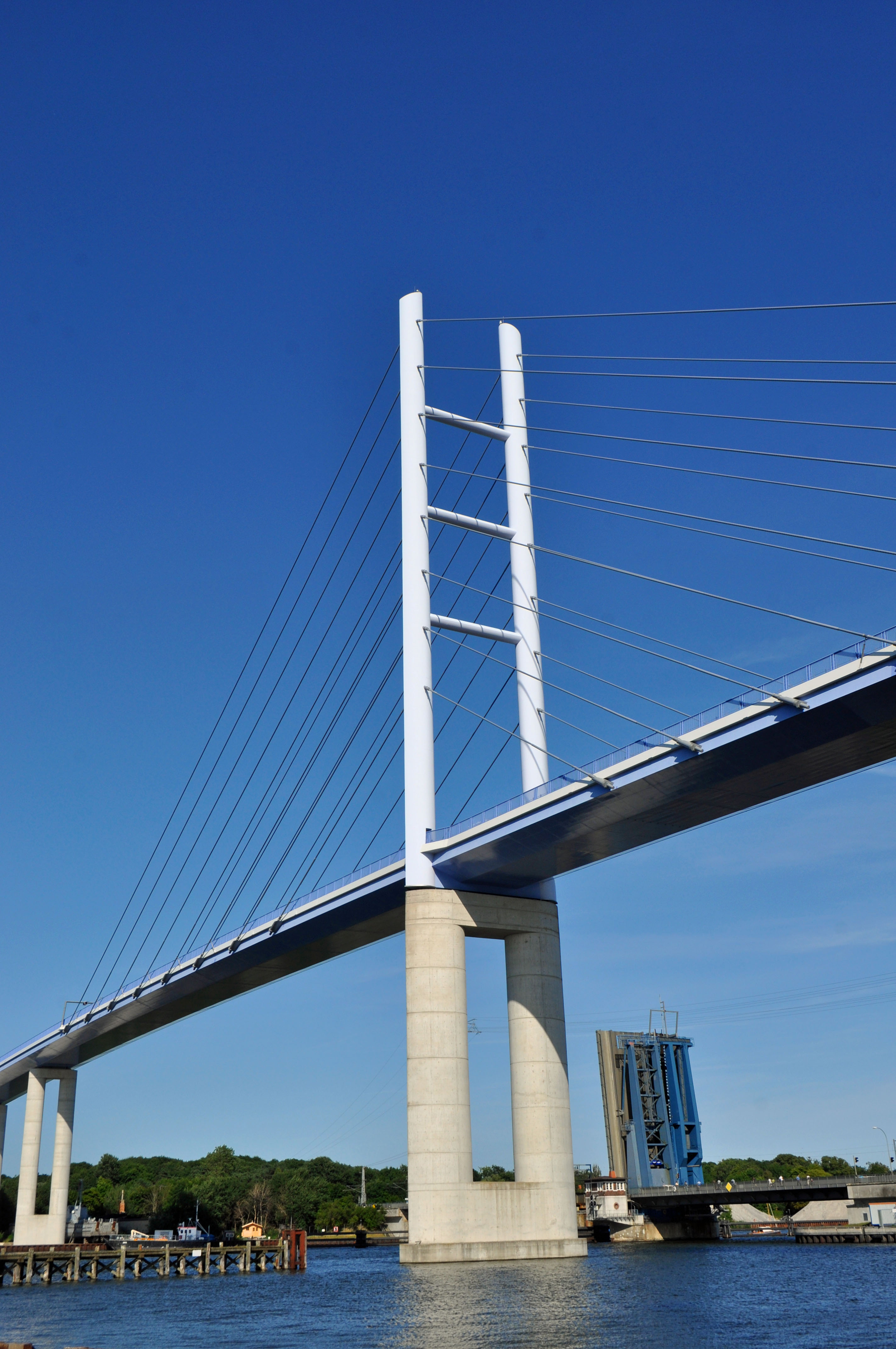
Rügenbrücke

Rügenbron (tyska: Rügenbrücke) är en 2 831 meter lång snedkabelbro som utgör den fasta förbindelsen Strelasundsförbindelsen över Strelasund och ön Dänholm mellan Stralsund på tyska fastlandet och ön Rügen, tillsammans med den äldre Rügenbanken (tyska: Rügendamm), färdigbyggd oktober 1936 och före brons invigning del av E22 (som delvis delar sträcka med Bundesstrasse 96), som dock ännu utgör fast förbindelse för Stralsund–Sassnitz-banan.
Bron, med en segelfri höjd av 42 meter, hade byggstart 31 augusti 2004 och invigdes den 20 oktober 2007 av Tysklands förbundskansler Angela Merkel.